# بورنا كوريتش
بورنا كوريتش (بالكرواتية: Borna Ćorić)‏ مواليد 14 نوفمبر 1996 في زغرب، هو لاعب كرة مضرب كرواتي يلعب باليد اليمنى بدأ مسيرته كمحترف عام 2014 ويحتل حالياً المرتبة رقم.46 في تصنيف رابطة محترفي كرة المضرب.

## روابط خارجية
- بورنا كوريتش على موقع رابطة محترفي التنس (الإنجليزية)
- بورنا كوريتش على موقع الاتحاد الدولي لكرة المضرب (الإنجليزية)
- بورنا كوريتش على موقع كأس ديفيز (الإنجليزية)
- بورنا كوريتش على موقع خلاصة التنس.كوم (الإنجليزية)
- بورنا كوريتش على موقع أوليمبيديا (الإنجليزية)